# سرطان الفرج
سرطان الفرج هو نمو خبيث، يغزو الفرج، أو الجزء الخارجي للأعضاء التناسلية الأنثوية. يمثل المرض 0.6% فقط من تشخيصات السرطان ولكنه يصل لـ5% من السرطانات النسائية في الولايات المتحدة. الشفران الكبيران هما الموقع الأكثر إصابةً بنسبة تقارب 50% من كل الحالات، ويليهما الشفران الصغيران. قد يصاب البظر وغدد بارتولين نادرًا. يختلف سرطان الفرج عن الورم داخل ظهارة الفرج، وهو عبارة عن إصابة سطحية في النسيج الطلائي لا تغزو الغشاء القاعدي ــ أو مرحلة ما قبل السرطان. قد يتطور الورم داخل ظهارة الفرج إلى سرطانة لابدة وأخيرًا إلى سرطان الخلايا الحرشفية.
وفقًا لـ«مجتمع السرطان الأمريكي» في 2014، كان هناك حوالي 4850 حالة جديدة مصابة بسرطان الفرج، و1030 حالة وفاة بسبب المرض. في الولايات المتحدة، يبلغ معدل النجاة لمدة 5 سنوات لسرطان الفرج حوالي 70%.

## الأنواع

### سرطان الخلية الحرشفية
أغلب سرطانات الفرج (حوالي 90%) تكون من نوع سرطان الخلية الحرشفية، الذي ينشأ من الخلايا الحرشفية للبشرة، وهي النوع الأكثر شيوعًا لخلايا الجلد. السرطانة اللابدة هي إصابة سابقة لسرطان الخلية الحرشفية لكنها لا تغزو الغشاء القاعدي. في حين أن هذا النوع أكثر شيوعًا في السن الأكبر، قد يصيب النساء الأصغر سنًا اللاتي يملكن عوامل الخطر. في السن الكبير، قد تحدث مضاعفات بسبب وجود أمراض أخرى.
تميل الإصابات الحرشفية للتكون في موقع واحد وتحدث غالبًا في الدهليز الفرجي. وتنمو عن الطريق التمدد المباشر وتنتشر عبر الجهاز اللمفي. تصب الأوعية اللمفاوية للشفرين في الجزء العلوي من الفرج وفي جبل العانة، ثم إلى العقد اللمفاوية الأربية والفخذية السطحية والعميقة. وتسمى العقدة اللمفاوية الفخذية العميقة الأخيرة باسم عقدة كلوكيه. يصل الانتشار لأبعد من هذه العقدة إلى العقد اللمفاوية للحوض. قد يغزو الورم كذلك الأعضاء المجاورة كالمهبل، والإحليل، والمستقيم وينتشر عبر أوعيتهم اللمفاوية.
السرطانة الثؤلولية للفرج هي نوع نادر من سرطان الخلية الحرشفية ويميل للظهور في شكل ثؤلول بطئ النمو، ولها مآل جيد في المجمل.

### ورم ميلانيني
الورم الميلانيني هو ثاني أكثر أنواع سرطان الفرج شيوعًا ويتسبب في حوالي 8-10% من الحالات. تنشأ الإصابة من الخلايا الميلانينية، وهي الخلايا التي تعطي لون الجلد، وتكون أكثر شيوعًا في النساء القوقازيات بين 50-80 سنة. يشبه سلوك الورم الميلانيني للفرج سلوك الورم الميلانيني في أي مكان آخر وقد يصيب فئات أصغر سنًا بكثير.
توجد 3 أنواع محددة للورم الميلانيني للفرج: ورم ميلانيني سطحي الانتشار، وورم ميلانيني عقدي، وورم ميلانيني طرفي نمشي. الأورام الميلانينية الفرجية تنفرد بكونها يتم تقييم مرحلتها مجهريًا بأنظمة تشانج، أو كلارك، أو بريسلو، والتي يحدد مرحلة وعمق الورم. في العموم، يحمل ذلك الورم خطورة كبير للانبثاث وله مآل سئ في المجمل.

### سرطان الخلايا القاعدية
يمثل سرطان الخلايا القاعدية حوالي 1-2% من حالات سرطان الفرج. ويميل للحدوث في شكل إصابات بطيئة النمو على الشفرين الكبيرين ولكن قد يحدث في أي مكان في الفرج. ويشبه سلوكه سلوك سرطان الخلايا القاعدية في أي مكان آخر. وينمو عادة بالتمدد المباشر وله خطورة قليلة للانبثاث أو الغزو العميق.
يشمل العلاج الاستئصال، ولكن يميل الورم للظهور مرة أخرى إذا لم تتم إزالته بشكل كامل.

### سرطان غدة بارتولين
ورم نادر ويحدث عادة للنساء في منتصف الستينات من العمر.

### أنواع أخرى
قد تسبب بعض الأورام الأخرى سرطان الفرج أيضًا مثل السرطانة الغدية (لغدد بارتولين مثلا) أو الساركومة. التنسج الأحمر لكيرات الذي يصيب القضيب عادة قد يصيب الفرج في النساء.

## عوامل الخطر
رغم أن السبب الدقيق لسرطان الفرج غير معروف، يبدو أن عوامل معينة تزيد من خطورة حدوث المرض.
- زيادة السن
- العدوىبفيروس الورم الحليمي البشري
- التدخين
- الإيدز
- تاريخ مرضي بإصابة قبل سرطانية للفرج
- الأمراض الجلدية التي تصيب الفرج

## الأعراض والعلامات
العديد من السرطان يمكن أن تصيب الفرج. تشمل العلامات والأعراض ما يلي:
- حكة، أو حرقان، أو نزف في الفرج (أعراض مزمنة).
- تغيرات في لون جلد الفرج، بحيث يبدو أكثر احمرارًا أو أبيض من اللون الطبيعي.
- تغيرات في جلد الفرج، فيما يشبه الثؤلول أو الطفح الجلدي.
- التهابات، أو قرح، أو كتل على الفرج لا تختفي..
- ألم في الحوض، خصوصا عند التبول أو الجماع.[15]

عادة، يظهر الورم في شكل كتلة أو قرحة على الشفرين الكبيرين وقد يكون مصحوبًا بحكة، أو تهيج، أو نزف موضعي، أو إفرازات، بالإضافة إلى عسر التبول أو عسر الجماع. قد يتأثر الشفران الصغيران، والبظر، والعجان، وجبل العانة ولكن بنسبة أقل. قد تؤجل المريضات رؤية الطبيب بسبب الخجل أو الإحراج.
تميل الأورام الميلانينية لإظهار عدم التناسق التقليدي، والحدود غير المتساوية، ودكون لون الجلد كما في الأورام الميلانينية الأخرى
يمكن أن تنشأ السرطانة الغدية من غدة بارتولين وتظهر في شكل كتلة مؤلمة.

## الأسباب
قد تسبق بعض الأمراض السرطان مثل الحزاز المتصلب، أو خلل التنسج الحرشفي، أو الحكة المزمنة في الفرج. في النساء الأصغر سنًا المصابات بسرطان الفرج، تشمل عوامل الخطر انخفاض الحالة الاجتماعية الاقتصادية، وتعدد الشركاء الجنسيين، واستخدام السجائر، وسرطان عنق الرحم. المصابات بالإيدز يملن لأن يصبحن أكثر عرضة لسرطان الفرج. كذلك فإن العدوى بفيروس الورم الحليمي البشري تصاحب سرطان الفرج.

## التشخيص
يمثل فحص الفرج جزء من التقييم الطبي ويجب أن يشكل معاينة دقيقة للعجان، والمناطق المحيطة بالبظر، والإحليل، وجس غدد بارتولين. قد يكشف الفحص عن وجود قرح أو كتل في منقطة الفرج. يجب أخذ عينة أو خزعة من أي إصابة مريبة. يمكن عمل ذلك عموما في المكتب تحت التخدير الموضعي. ويمكن إزالة الإصابات الصغيرة كذلك تحت تأثير التخدير الموضعي. المزيد من التقييم قد يشمل أشعة سينية على الصدر، أو تصوير الكلى بالصبغة، أو تنظير المثانة، أو تنظير المستقيم، بالإضافة لصورة الدم والتقييم الأيضي.

### التشخيص التفريقي
تشمل الإصابات السرطانية الأخرى في التشخيص التفريقي مرض بادجيت في الفرج، والورم داخل ظهارة الفرج. تشمل الأمراض غير السرطانية للفرج: الحزاز المتصلب، وفرط تنسج الخلية الحرشفية، والتهاب دهليز الفرج. تسبب عدة أمراض إصابات معدية وتشمل الهربس التناسلي، وفيروس الورم الحليمي البشري، والزهري، والقريح، وداء الدونوفانيات، والورم الحبيبي الليمفي المنقول جنسيا.

### المراحل
عزز التصنيف التشريحي التصنيف قبل السريري بدءًا من 1988. يستخدم نظام تصنيف TNM المراجع من الاتحاد الدولي لأمراض النساء والتوليد حجم الورم (T)، وتأثر العقد اللمفاوية (N)، ووجود أو غياب الانبثاث (M) كمعايير للتصنيف. تمثل المرحلة 1 و2 المراحل المبكرة لسرطان الفرج الذي لا يزال قاصرًا على موقع المنشأ. تشمل المرحلة 3 تمدد الورم للأنسجة المجاورة والعقد اللمفاوية الأربية على ناحية واحدة. تشير المرحلة الرابعة إلى انبثاث السرطان إلى العقد الأربية على الجانبين أو الانبثاث البعيد.
- Illustrations showing stages of vulvar cancer<ref>Staging of vulvar cancer نسخة محفوظة 05 نوفمبر 2014 على موقع واي باك مشين.</ref>
- Stage 1A and 1B vulvar cancer
- Stage 2 vulvar cancer
- Stage 3 vulvar cancer
- Stage 4A vulvar cancer
- Stage 4B vulvar cancer

## العلاج
عادة ما يتولى طبيب أورام على دراية بالسرطانات النسائية تحديد المرحلة والعلاج. الجراحة هي الدعامة الأساسية للعلاج اعتمادًا على التصنيف التشريحي وغالبًا تستخدم في الحالات اللي لم ينتشر فيها السرطان لأبعد من الفرج. قد تشمل الجراحة استئصال موضعي واسع، أواسئصال جزئي للفرج، أو استئصال جذري كامل يشمل إزالة نسيج الفرج، والعقد اللمفاوية الفخذية والأربية. في حالات سرطان الفرج المبكر، قد تكون الجراحة أقل أقل شدة وتتكون من استئصال واسع أو استئصال بسيط. فيما تكون الجراحة أكثر شدة بكثير إذا كان السرطان قد انتشر للأعضاء المجاورة كالإحليل، أو المهبل، أو المستفيم. تشمل مضاعفات الجراحة عدوى الجرح، واختلال الوظيفة الجنسية، والاستسقاء، والخثار، بالإضافة إلى الوذمة اللمفية الثانوية لإزالة العقد اللمفاوية.
تخليل العقدة اللمفاوية الحارسة هو التعرف على العقدة/العقد اللمفاوية الرئيسية التي تصرف الورم، بهدف إزالة أقل عدد ممكن من العقد، ما يقلل من خطورة التأثيرات العكسية. قد يتطلب تحديد موقع العقدة الحارسة استخدام التكنيشيوم المشع.

صورة توضيحية للفتحات التي يتم عملها في استئصال الفرج، علاج سرطان الفرج

قد يتم استخدام العلاج الإشعاعي في الحالات المتقدمة من سرطان الفرج حين ينتشر المرض إلى الحوض /أو العقد اللمفاوية. ويمكن استخدامه قبل أو بعد الجراحة. لا يستخدم العلاج الكيميائي عادة كعلاج أساسي ولكن قد يتم استخدامه في الحالات المتقدمة التي انتشر فيها الورم للعظام، أو الكبد، أو الرئة. كما يمكن منحه بجرعة أقل إلى جانب العلاج الإشعاعي.
يجب أن يتم متابعة النساء المصابات بسرطان الفرج بشكل تقليدي مع فحصهن بواسطة طبيب الأورام، كل 3 أشهر لمدة 2-3 سنوات بعد العلاج. ولا ينبغي أن يتم إجراء أشعات المراقبة الروتينية لمتابعة السرطان إلا إذا ظهرت أعراض جديدة أو بدأت علامات الأورام في الارتفاع. يتم التحذير من إجراء تلك الأشعة دون تلك الدواعي لأنها من غير المحتمل أن تكتشف رجوع الورم أو تحسن فرص النجاة كما لها آثارها الجانبية وتكلفتها المالية.

## المآل
في المجمل، يبلغ معدل النجاة لمدة 5 سنوات حوالي 78%. لكنه قد يتأثر بالعوامل الفردية التي تشمل مرحلة السرطان، ونوعه، وسن المريضة، والحالة الصحية العامة. يزيد معدل النجاة لـ5 سنوات عن 90% لمرضى المرحلة الأولى ولكن ينخفض لأقل من 20% حين تصاب العقد اللمفاوية في الحوض. يمثل تورط العقد اللمفاوية عامل التنبؤ الأهم بمآل المرض. لذلك، فالتشخيص المبكر مهم جدا.

## الانتشار
يسبب سرطان الفرج أقل من 1% من كل حالات السرطان والوفيات ولكن حوالي 6% من كل حالات السرطان النسائية المشخصة في المملكة المتحدة. تم تشخيص حوالي 1200 امرأة بالمرض في 2011، وتوفيت 400 امرأة بسببه في 2012. يسبب سرطان الفرج حوالي 0.6 من كل السرطانات ولكن 5% من السرطانات النسائية في الولايات المتحدة. يتم تشخيص حوالي 4900 حالة كل عام في الولايات المتحدة.

## روابط خارجية
- Guide by the American Cancer Society
- Information from the National Cancer Institute
- Vulvar Cancer. Timothy P. Canavan and Donna Cohen. Am Fam Physician 2002;66:1269–74,1276. Review article for general practitioners.
- Cancer.Net: Vulvar Cancer
- Oncolex Cancer Encyclopedia: Vulvar Cancer